# Ponerorchis joo-iokiana
Ponerorchis joo-iokiana là một loài thực vật có hoa trong họ Lan. Loài này được (Makino) Soó miêu tả khoa học đầu tiên năm 1966.